# اونمائوس
اونمائوس (به انگلیسی: Oenomaus) (درگذشت ۷۲ پیش از میلاد) گلادیاتور گل تبار بود؛ که در مرکز آموزشی گلادیاتورها آموزش دیده بود.
اونمائوس رهبری شورش بردگان در سومین جنگ بردگان را در کنار اسپارتاکوس، کریکسوس، گانیکوس و کاستوس برعهده داشت.